# Redouane El Karoui
Redouane El Karoui (arab. رضوان القروي, ur. 5 czerwca 1986 w Casablance) – marokański piłkarz, grający jako napastnik w Raja Beni Mellal, którego jest kapitanem.

## Klub

### KAC Kénitra
Zaczynał karierę w KAC Kénitra.
W sezonie 2012/2013 rozegrał 28 meczów, strzelił dwie bramki i miał asystę.
W kolejnym sezonie rozegrał 19 spotkań, strzelił 3 bramki i miał asystę.
W sezonie 2014/2015 zagrał 24 mecze i pięć razy cieszył się z gola.

### Chabab Rif Al Hoceima
12 lipca 2015 roku przeniósł się do Chabab Rif Al Hoceima. Zadebiutował tam 5 września 2015 roku w meczu przeciwko Hassania Agadir (porażka 2:1). W debiucie asystował – przy bramce Abdelkarima Benhania w 44. minucie. Pierwszą bramkę strzelił 1 listopada 2015 w meczu przeciwko Mouloudia Wadżda (zwycięstwo 2:3). Do siatki trafił w 88. minucie. W sumie zagrał 11 meczów, miał gola i asystę.

### Rachad Bernoussi
1 lipca 2016 roku został graczem Rachadu Bernoussi.

### Racing Casablanca
2 stycznia 2017 roku dołączył do Racingu Casablanca.
W sezonie 2017/2018 zagrał 20 meczów i miał asystę.

### Jeunesse Sportive de Soualem
1 sierpnia 2018 roku dołączył do Jeunesse Sportive de Soualem.
W sezonie 2021/2022 zagrał 27 meczów, strzelił 7 goli i miał 8 asyst.

### Dalsza kariera
1 sierpnia 2022 roku przeszedł do Rapide Oued Zem. 1 września 2023 roku został zawodnikiem Raja Beni Mellal.